# Парламент Лесото
Парламент Лесото (англ. Parliament of Lesotho) — федеральный законодательный орган (парламент) Лесото.

## Состав
Современный парламент состоит из двух палат:
- Верхняя палата — Сенат Лесото
- Нижняя палата — Национальное собрание.

## Сенат
Сенат является верхней палатой парламента Лесото. В него входит 33 сенатора, которые избираются по мажоритарной системе относительного большинства. Председатель Сената избирается непрямым голосованием из сенаторов.

## Национальное собрание
Национальное собрание является нижней палатой парламента Лесото. Всего 120 депутатов (80 избираются по мажоритарной системе относительного большинства, а 40 по пропорциональной избирательной системе), сроком на 5 лет.